# Платина (США)
Плати́на (англ. Platina) — небольшая невключённая территория с населением около 200 человек в округе Шаста, Калифорния, США. Находится в 40 милях на запад от Реддинга.
Почтовый индекс — 96076. Телефонные номера по схеме 530-352-хххх.

## История
Община была основана в 1902 году как Станция Нобл (англ. Noble's Station), названная в честь Дона Ноубля, местного жителя. Станция служила для временной остановки дилижансов. В небольшом поселении находились пансионат, универсальный магазин и почтовое отделение.
В 1920-е годы Нобл и другие местные жители обнаружили вблизи посёлка платину, в результате чего Станция Нобл быстро стала известной как «Платина». Найденная платина была сплавом платины с осмием и другими связанными металлами.
Нынешний почтамт в Платине был создан в 1921 году. Сегодня он и универсальный магазин стоят практически на том же месте, что и старая станция. Владелец магазина в 2009 году пытался продать его и несколько других зданий в городе на eBay, но безуспешно.

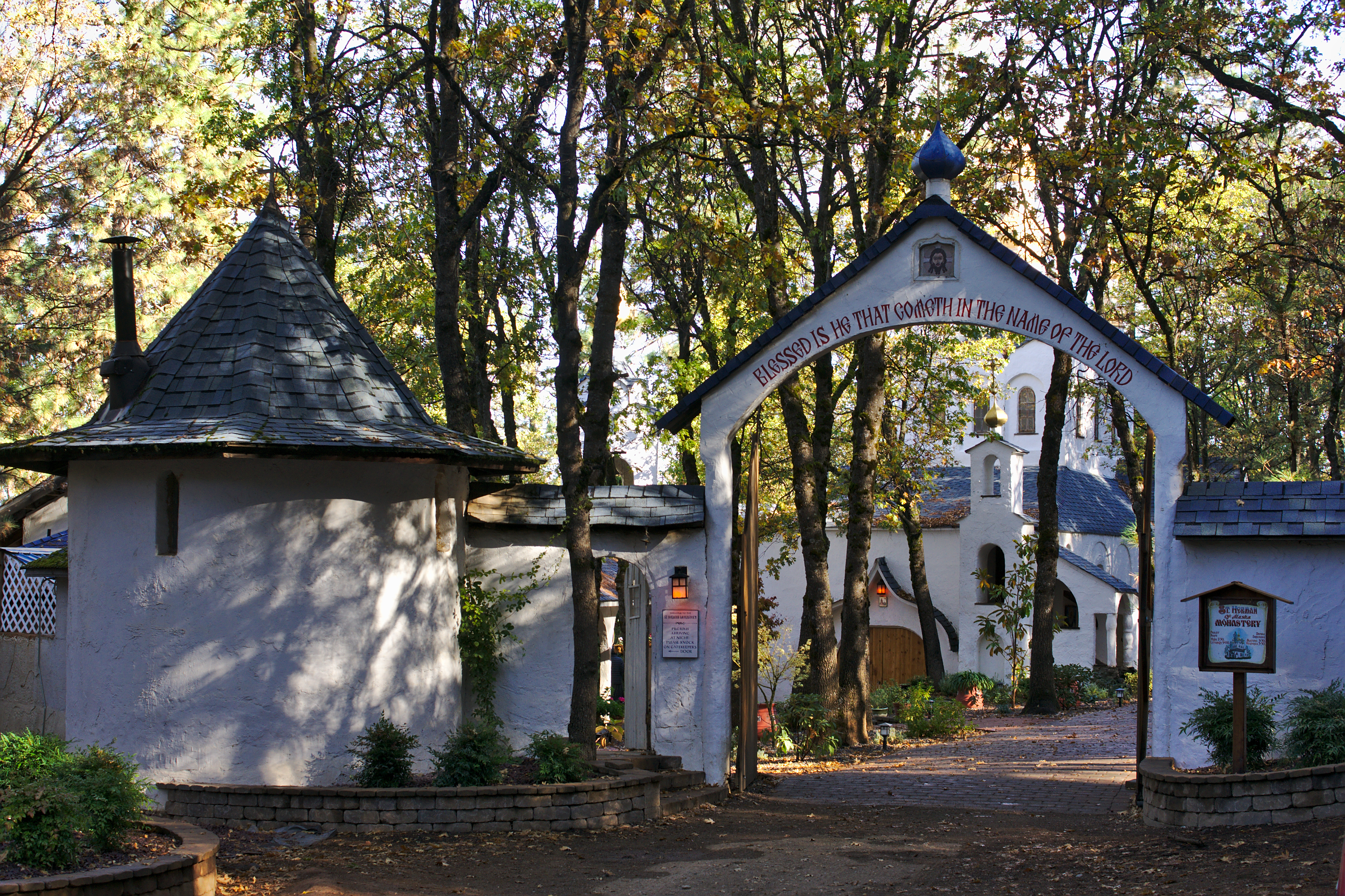
Монастырь

Определённую известность Платина получила после того, как здесь в 1967 году Серафимом (Роузом) и Германом (Подмошенским) был основан монастырь преподобного Германа Аляскинского, занимавшийся миссионерской деятельностью среди американцев.

## Климат
Согласно классификации климатов Кёппена Платина имеет средиземноморский климат с тёплым летом, сокращенно «Csa» на климатических картах.